# 老人醫學

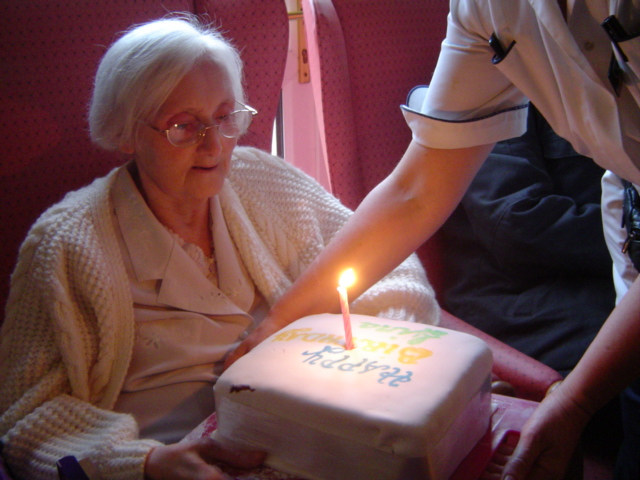
一位住在老人宿舍的年老女性

老人醫學（英語：Geriatrics）是醫學的一個分支，主要專注於老人的健康關顧。老人醫學旨在通过預防、诊断和治疗年長成人的疾病以促进健康。
老人醫學是一個從內科醫學分拆出來的醫學分支，就如同過往小兒醫學從成人的內科醫學分支，以及新生醫學從小兒醫學分拆出來一般。病人接受老年病科醫療的年龄并没有一个明确的规定。相反，这一决定是根据患者的个人需求和现有的护理结构做出的。

## 延伸閱讀
- Cannon KT, Choi MM, Zuniga MA. . Am J Geriatr Pharmacother. June 2006, 4 (2): 134–43. PMID 16860260. doi:10.1016/j.amjopharm.2006.06.010.
- Gidal BE. . Epilepsy Res. January 2006, 68 (Suppl 1): S65–9. PMID 16413756. doi:10.1016/j.eplepsyres.2005.07.018.
- Hutchison LC, Jones SK, West DS, Wei JY. . Am J Geriatr Pharmacother. June 2006, 4 (2): 144–53. PMID 16860261. doi:10.1016/j.amjopharm.2006.06.009.
- Isaacs B. . London: Balliere, Tindall and Cassell. 1965.